# KaiOS

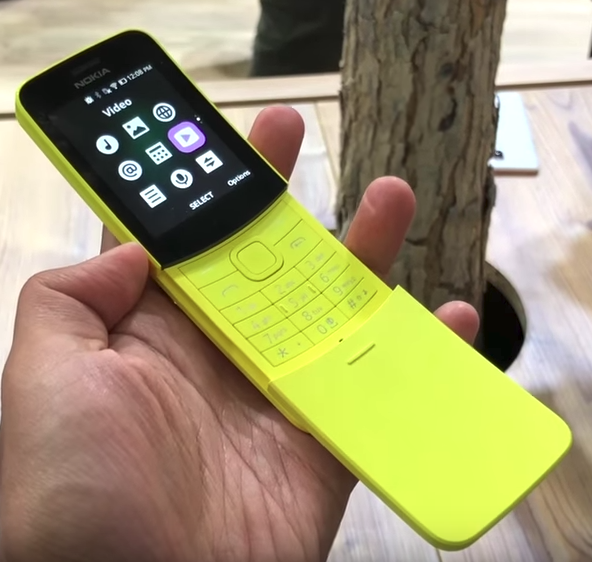
Nokia 8110 4G «бананофон»

KaiOS — це мобільна операційна система, заснована на Linux, для клавіатурних телефонів. Вона розроблена KaiOS Technologies (Hong Kong) Limited; компанією, що базується в Коулуні, Гонконг, найбільшим акціонером якої є китайський багатонаціональний конгломерат електроніки TCL Corporation. KaiOS є побічним проектом від B2G OS (Boot to Gecko OS), народного форка з відкритим кодом, відгалуженого від Firefox OS, який Mozilla припинили обслуговувати у 2016 році.
Основні функції KaiOS забезпечують підтримку 4G LTE E, VoLTE, GPS та Wi-Fi; операційна система характерна програмами на базі HTML5 і довшим часом автономної роботи пристроїв без сенсорного екрану з оптимізованим інтерфейсом користувача, меншим обсягом пам'яті та енергоспоживанням. Вона також пропонує ефірні оновлення (оновлення OTA). Спеціальний магазин застосунків (KaiStore) дозволяє користувачам завантажувати мобільні програми. Деякі служби попередньо завантажуються як програми HTML5, включаючи Facebook та YouTube. Станом на 1 квітня 2020, у KaiStore є понад 500 застосунків. Мобільна операційна система використовує порівняно небагато апаратних ресурсів і може працювати на пристроях, що мають лише 256 мегабайтів (МБ) пам'яті.
Вперше операційна система з'явилася в 2017, і розроблена KaiOS Technologies Inc., компанією, що базується в Коулуні, Гонконг (очолювана генеральним директором Себастьєном Кодевілем) і має офіси в інших країнах. У червні 2018 року Google вклав в операційну систему 22 мільйони доларів США. Індійський оператор зв'язку Reliance Jio також інвестував 7 мільйонів доларів за 16 % акцій компанії. У травні 2019 року KaiOS залучила додаткові 50 мільйонів доларів від Cathay Innovation та попередніх інвесторів Google та TCL Holdings.
У результатах дослідження ринку, оголошених у травні 2018 року, KaiOS побила iOS від Apple і перемістилася на друге місце в Індії, тоді як домінує в країні Android (71 %, хоча відсоток і знизився на 9 %). Зростання KaiOS багато в чому пояснюється популярністю телефону Jio з конкурентоспроможною ціною. У І кварталі 2018 року, 23 було випущено мільйон пристроїв KaiOS.
У березні 2020 року Mozilla та KaiOS Technologies оголосили про партнерство з оновленням KaiOS сучасною версією движка браузера Gecko та більш узгодженою інфраструктурою тестування. Ця зміна повинна забезпечити KaiOS покращення продуктивності та безпеки на чотири роки та нові функції, включаючи TLS 1.3, WebAssembly, WebGL 2.0, Progressive Web Apps, нові відеокодеки, такі як WebP, AV1, а також сучасні функції JavaScript та каскадних таблиць стилів (CSS)..
В липні 2024 року служба підтримки KaiOS повідомила, що на початку 2025 року користувачі кнопкових телефонів з операційною системою KaiOS 2.5.4 та вище втратять можливість користуватися WhatsApp.

## Пристрої

Телефон Jio

Пристроями, на яких встановлена за допомогою KaiOS, є:
- Alcatel Go Flip[23] (відомий як Cingular Flip 2 відAT&T,[24] Alcatel MyFlip від TracFone Wireless[25]) та 3088X
- JioPhone Reliance Jio, JioPhone F30C, F101K, F120B, F220B, F211S, F221S, F250Y, F271I, F10Q, F41T, F50Y, F61F, F81E, F90M, LF-2401, LF-2402, LF-2403, LF-2403, всі під маркою LYF,[26][27][28][29] JioPhone 2, F300B, F310B, JioPhone lite, F320B
- Nokia 8110 4G від HMD Global, 2720 Flip, 800 Tough, 6300 4G, 8000 4G[30][31][32]
- Energizer Energy E220, E220S, E241, E241S та Hardcase H241, H242, H280S
- Doro 7010, 7030, 7050, 7060[33]
- Cat B35[34]
- Maxcom MK241, MK281[35]
- WizPhone WP006, запущений в Індонезії у партнерстві з Google та Alfamart[36].
- MTN 3G (MTN Smart S 3G)[37].
- Positivo P70S (Бразилія)[38]
- Multilaser ZAPP (Бразилія)
- Tecno T901[39]
- Jazz Digit 4G (Пакистан)
- Orange Sanza 2, Sanza XL
- Kitochi 4G Smart
- Vodacom Smart Kitochi (Vida), Vodacom Smart Kitochi (Azumi)
- QMobile 4G Plus (Пакистан)
- GeoPhone T15 (Бангладеш)
- Sigma mobile X-Style S3500 sKai (Україна)

## Відкритий код
З виходом Nokia 8110 4G з'явилася активна спільнота навколо KaiOS і телефону, яка випустила першу версію джейлбрейка. Це дало користувачам можливість використовувати старі програми для ОС Firefox на пристроях KaiOS, а також прошивати свої пристрої створеними спільнотами ПЗП, такими як GerdaOS [Архівовано 12 січня 2022 у Wayback Machine.].

## Партнерства
Станом на пусто 2018, KaiOS Technologies мають партнерські зв'язки з Mozilla, Airfind, Facebook, Google, Bullitt, Doro, HMD Global, Micromax, NXP, Spreadtrum, Qualcomm, Jio, Sprint, AT&T, T-Mobile та Orange S.A.
У березні 2020 року KaiOS Technologies почали співпрацювати з Mozilla над впровадженням сучасної версії браузера Gecko у майбутніх збірках KaiOS.

## Історія випусків
| версія  | оголошено     | нові можливості                                         | мобільні телефони                |
| ------- | ------------- | ------------------------------------------------------- | -------------------------------- |
| 1.0     | березень 2017 | Перший смарт-фліп-телефон з функцією KaiOS              |                                  |
| 2.0     | липень 2017   | Основне оновлення ядра до Gecko 48                      |                                  |
| 2.5.0   | листопад 2017 | Послуги та сторонні програми                            | Nokia 8110 4G                    |
| 2.5.1   | липень 2018   | KaiStore, KaiAccount та розширені функції, WhatsApp     |                                  |
| 2.5.1.1 | вересень 2018 | Незначні оновлення системи                              |                                  |
| 2.5.2   | грудень 2018  | KaiAds та SIM-базований розділ                          | Nokia 2720 Flip, Nokia 800 Tough |
| 2.5.3   | липень 2019   | Основні оновлення сервісу, вдосконалення служби локації |                                  |
| 2.5.3.1 | лютий 2020    | Незначні оновлення системи, покращення сповіщень        |                                  |
| 2.5.4   | серпень 2020  |                                                         | Nokia 6300 4G, Nokia 8000 4G     |